# 马蒂厄·吉鲁
马蒂厄·吉鲁（法語：Mathieu Giroux，1986年3月2日—），加拿大男子速度滑冰运动员。他曾代表加拿大获得2010年冬季奥运会速度滑冰比赛男子团体追逐赛金牌。他也参加了2014年冬季奥运会。